# Benito Villamarín
Benito Villamarín Prieto (Puga, Toén, Orense, 21 de agosto de 1916 - Sevilla, 15 de agosto de 1966) fue un próspero industrial español que ejerció como presidente del Real Betis Balompié entre los años 1955 y 1965, siendo uno de los presidentes más importantes de la historia del club.

## Biografía
Benito Villamarín llegó a Sevilla después de la guerra civil, como paso previo a su prevista marcha a Argentina, donde habían emigrado ya sus hermanos, pero terminó estableciéndose en la ciudad e iniciando una fecunda actividad empresarial asociada a la aceituna de mesa, siendo uno de los precursores de la exportación de este producto a Estados Unidos.
En 1955, fue elegido presidente del Real Betis Balompié por sus compromisarios. Tomó posesión de su cargo en una época crítica del club, el 28 de mayo de 1955, cuando el equipo alcanzaba la Segunda División tras estar siete años en Tercera.
Confío el equipo a Sabino Barinaga y alumbró a una estrella naciente, Luis del Sol, uno de los jugadores más importantes en la historia del club. Tras un intento fallido de ascenso en su primera temporada, logró el ascenso en la temporada 1957-1958 con Antonio Barrios en el banquillo después de quince años de penurias. 
Villamarín puso orden en la institución y generó nuevas ilusiones a la afición bética. Realizó importantes actuaciones como la compra del Estadio Heliópolis en el año 1961, aunque también tuvo que tomar algunas decisiones impopulares como la venta de Luis del Sol. 
Hombre de negocios de éxito, a Villamarín sólo pudo derrotarle el cáncer que le costó la vida en 1966. Posteriormente, dio nombre al estadio durante muchos años hasta 1997 en el que se le cambió por el que por entonces era presidente, Manuel Ruiz de Lopera, para volver a recuperar la denominación anterior en 2010 por votación entre los socios béticos. Se casó con Angeles Guillén.